# ブクム
ブクム（モンゴル語: Buqumu、憲宗5年（1255年） - 大徳4年6月13日（1300年6月30日））は、13世紀後半にモンゴル帝国（大元ウルス）に仕えたカンクリ人の一人。
『元史』などの漢文史料では不忽木(bùhūmù)と表記される。

## 概要

### 先祖
ブクムは中央アジアのカンクリ部族の出で、祖父のカイラン・ベクはケレイト部族連合を率いるオン・カンに仕えた人物であった。ケレイトがチンギス・カンによって滅ぼされた後、カイラン・ベクは数千騎を率いて西北に去った。チンギス・カン・カンはカイラン・ベクを招聘しようとしたが、カイラン・ベクは「昔私は汝とともにオン・カンに仕えたが、今オン・カンは滅ぼされ、今になって汝に仕えるのは忍びない」と言ってカイラン・ベク自身は遂にチンギス・カンに仕えることはなかった。しかし、カイラン・ベクの10人の子供たちは皆チンギス・カンに降ってモンゴルに仕えるようになり、最も幼いエルチンは僅か6歳であったために荘聖皇后ソルコクタニ・ベキに育てられることになった。
成長したエルチンはソルコクタニの次男のクビライに仕えるようになり、やがて戦場でも活躍するようになった。しかし、1259年（己未）に第4代皇帝モンケ・カアンが四川で急死すると、その後継者を巡って弟のクビライとアリクブケの間で対立が生じ、内戦（モンゴル帝国帝位継承戦争）が勃発するに至った。エルチンは早い段階から内戦の勃発を予想し、チャブイ・カトンを始めクビライの縁者を連れてカラコルムを離れ、ドロン・ノール（後の上都）でクビライと合流することに成功した。クビライが即位するとエルチンは大いに用いられるはずであったが、この頃病となり高官に就かないまま急死してしまった。

### 仕官
エルチンの次男がブクムで、クビライはブクムを皇太子チンキムに仕えさせると同時に、王恂に師事させていた。王恂がアリクブケとの内戦のため北方に赴いた後は許衡に学び、日ごとに数千の言葉を書き記したという。ブクムが16歳の時には、クビライの要求で『貞観政要』から10事を抜粋して献上した。また、許衡が編纂した歴代帝王の名諡・系統・歳年についても暗記し、ある時クビライ自らがその内容について試したところ、一言一句誤っていなかったために称賛されたという。至元13年（1276年）、堅童・太答・禿魯とともにモンゴル人教育等に関してクビライに上疏し、これを聞いたクビライは喜んだという。
至元14年（1277年）には利用少監とされ、至元15年（1278年）には燕南河北道提刑按察副使の地位を授けられた。この頃、通事のトクトがチベット仏教僧を護送して真定地方に至った時、駅更を轢いてしまったために按察使に訴えられたが、不問にされるという事件があった。ブクムは報告を受けると僧を獄に下し、これに抗議したトクトの訴えも退けた。トクトがクビライに事の次第を報告すると、クビライはブクムの判断を正しいとしたという。至元19年（1282年）、提刑按察使に昇格となり、この頃浄州での窃盗案件を裁いている。

### 権臣との対立
至元21年（1284年）、参議中書省事となったが、この頃時榷茶転運使の盧世栄が宣政使のサンガに取り入り、国賦を10倍にするという問題が起こった。クビライがブクムにこの案件について問うと、ブクムは国と民を誤らせるものであるとして厳しく批判したが、クビライはサンガを信任してブクムの言を取り上げなかった。そこでブクムは職を辞して一時官界を去った。至元22年（1285年）に入ると盧世栄が罪を得て処刑されたため、クビライはブクムの正しさを認めて再び吏部尚書に任用した。この頃、尚書省の長官であったアフマドが暗殺されたことで張散札児ら配下の者たちの処遇が問題となっていた。張散札児の証言によって無墓の者にまで追求が及ぶことになり、事態を憂慮した丞相アントンがブクムに相談したところ、ブクムは張散札児の証言は処刑を少しでも延期させようとする虚言であって、急ぎ誅殺すべきであると答えた。これを受けてクビライはブクムの意見を採用して張散札児をすぐに処刑し、張散札児の証言によって捕らえられていた者たちも解放された。
至元23年（1286年）に入ると工部尚書とされ、同年9月には刑部尚書に移った。至元24年（1287年）、廃止されていた尚書省がサンガを首班として復活し、サンガらによって参政の楊居寛・郭佑を誣告によって処刑しようとする事件が起こった。ブクムが争ってこれをやめさせたが、このためにブクムはサンガに恨まれるようになった。この頃、ブクムは妻に対して「ある日我が家を没しようする者がいたら、この者（サンガ）である」と語ったという。
至元27年（1290年）、翰林学士承旨・知制誥兼修国史とされた。至元28年（1291年）春、クビライが柳林にいる時、チェリクらがサンガを弾劾した。クビライがブクムに意見を求めたところ、ブクムもまたサンガの罪状を告発した。ここに至ってクビライもサンガの誅殺を決意し、尚書省も廃止されることになった。当初、クビライはブクムを新たな丞相にしようとしたが、ブクムは固辞してオルジェイを推薦したため、オルジェイが中書右丞相に、ブクムが平章政事に任じられることになった。
至元29年（1292年）、失敗に終わった陳朝（ベトナム）遠征が再計画されたが、ブクムは再出兵に反対し使者を派遣して朝貢を促すべきであると進言した。ブクムの進言が採用され使者を派遣したところ、陳朝側でも昭明王陳光啓ら謝罪の使者が派遣され、貢物が献上された。これを喜んだクビライは貢物の半分をブクムに下賜しようとしたが、ブクムは辞して沈水假山・象牙鎮紙・水晶筆格のみを受け取ったという。また、マジュドゥッディーン（麦朮丁）が尚書省の再設置を請うた際には、アフマド・サンガ時代の弊害を述べて反対し、遂に尚書省再設置は取りやめとされた。
至元30年（1293年）、彗星があらわれ、これを不安に思ったクビライは夜間にブクムを禁中に召し入れた。ブクムは故事を引きながら天変の道について講釈し、翌日盤珍を下賜されたという。それから間もなくクビライは危篤状態となり、慣例ではモンゴル人かつ勲功ある者でしか側近くに寄れなかったが、ブクムは医薬の処方のため連日クビライの側を離れなかった。クビライの病状がいよいよ悪化すると、側近のオルルク・ノヤンとバヤンが遺詔を受けた。この頃、丞相のオルジェイが到着したがクビライの側近くには入れず、オルルク・ノヤンとバヤンに「我はブクムよりも位は上であるのに、国の大議に預かれないのはどうしてか」と訴えたところ、バヤンは嘆息して「丞相にブクムほどの識慮があれば、我がかくのごとき労苦を負うことはなかっただろう」と述べたため、オルジェイは答えることができず改めて太后に事情を訴えた。オルルク・ノヤン、バヤンらの意見を聞いた太后は彼等の意見の正しさを認め、クビライ没後の庶務も全てブクムに委ねられたという。

### オルジェイトゥ・カアンの治世
至元31年（1294年）にクビライが崩御すると、他の廷臣とともに皇太子テムルを上都にて迎え、テムルは成宗オルジェイトゥ・カアンとして即位した。なお、ブクムはクビライ存命中からテムルを後継者に指名するよう計らったり、テムルの側近であるオルジェイと政治的に近い立場にあるなど、即位以前からテムルを支持する一人であったようである。オルジェイトゥ・カアンはクビライの時代同様に重臣として仕えて欲しいとブクムに語りかけ、太后ココジン・カトンもブクムを「先朝の旧臣」として厚く遇したという。
しかし、オルジェイトゥ・カアンの治世では先代に比べ、タムパを代表とするチベット仏教僧が影響力を広めていることが問題となっていた。とりわけ問題視されていたのが「仏教僧が善行である罪人の赦免を建前に、賄賂を取って囚人の釈放を働きかける」いわゆる「免囚運動」で、ブクムはこれについて「人倫は王政の本、風化の基であって、どうしてかくのごとき法の乱れを容認できようか」と痛烈に批判した。しかしオルジェイトゥ・カアンはこの弊害を改めることなく、むしろブクムに休職を勧める有様であった。ブクムの廉直な姿勢は同僚の反感を呼び、陝西行省平章政事に任じて中央から遠ざけるべきであるとの声も挙がったが、この時はココジン・カトンがオルジェイトゥ・カアンを諫めて取りやめとなっている。しかしこれ以後もブクムと同僚の対立は続き、遂にブクムは病と称して出仕をやめるようになった。元貞2年（1296年）春、ブクムは便殿に召し出され、オルジェイトゥ・カアンが「朕は卿が病を称する理由を知っている。卿は人に従うことができず、他の者もまた卿に従うことができない。朕は卿に代えて段貞を用いようと考えているがどうか」と問いかけた所、ブクムは「段貞はまさに臣に勝る人物です」と答えたたため、改めて昭文館大学士・平章軍国事の地位を授けられたという。
大徳2年（1298年）、御史中丞の崔彧が亡くなると、新たに行中丞事を命じられた。大徳3年（1299年）、侍儀司事を兼ねたが、大徳4年（1300年）6月に病となり46歳にして亡くなった。ブクムの死が報ぜられるとオルジェイトゥ・カアンは驚き悼み、士大夫は皆声を失ったという。
回回と巎巎という息子がおり、特に後者は能書家として知られている。

## 人柄
ブクムは大元ウルスの高官でありながら非常に質素な生活をしており、華美な装飾を慎み、下賜があっても不要な分は親しい者達に分け与えていたという。これは父のエルチンが高官にならず早世したことが影響したこと、その後許衡に学んだことが影響したと考えられ、ブクムの質素な生活は息子達にも受け継がれている。
また、『元史』巻176李元礼伝などによると漢文文書をモンゴル語に訳して読むことができたいう。

## ブクム家
- カイラン・ベク（Qairan beg ＞海藍伯,hǎilánbǎi）
  - エルチン（Elčin ＞燕真,yànzhēn）
    - ブクム（Buqumu ＞不忽木,bùhūmù）
      - 回回
      - 巎巎（náonáo）